# Henrique de Aguiar Oliveira Rodrigues
Henrique de Aguiar Oliveira Rodrigues ComM (Ponta Delgada, 30 de agosto de 1938) é um médico, intelectual e político português. Foi presidente da Comissão Distrital de Assistência do Distrito de Ponta Delgada (1974-1980), vogal da Junta Regional dos Açores, com o pelouro dos Assuntos Sociais (1975-1976), presidente da Assembleia Municipal de Ponta Delgada (1976-1989), deputado e vice-presidente da Assembleia Legislativa dos Açores na IV Legislatura (1988-1991). Dirige o Instituto Cultural de Ponta Delgada, tendo publicado uma extensa obra sobre historiografia local de Ponta Delgada.
A 4 de junho de 2018, foi agraciado com o grau de Comendador da Ordem do Mérito.